# Phil Giebler
Philip Giebler (Oxnard, Califórnia, 5 de Março de 1979) é um automobilista norte-americano. Ele falhou na tentativa de se classificar para as  500 Milhas de Indianápolis de 2008.